# Giuseppe Prezzolini

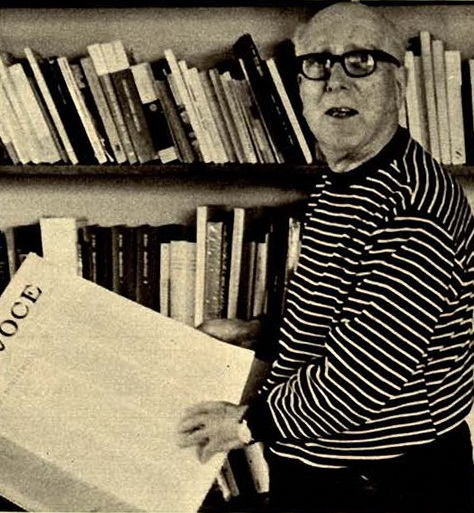
Giuseppe Prezzolini, 1975

Giuseppe Prezzolini (27 de janeiro de 1882 - 16 de julho de 1982) foi um crítico literário, jornalista, editor e escritor italiano. Mais tarde, ele se tornou um cidadão norte-americano.

## Biografia
Prezzolini nasceu em Perugia em janeiro de 1882, filho de pais toscanos de Siena, Luigi e Emilia Pianigiani. Em 1903 fundou junto com Giovanni Papini a revista literária Leonardo.  Em 1908 fundou La Voce, uma revista cultural e literária que se tornou muito influente.
Em 1929 mudou-se para os Estados Unidos, onde lecionou na Universidade de Columbia em Nova York e serviu como chefe da Casa Italiana daquela universidade. Ele foi o autor de muitos livros em italiano e inglês, incluindo ensaios primários de filosofia, história e crítica literária.
Ele morreu em Lugano em 16 de julho de 1982.

## Trabalhos
- La coltura italiana (with Giovanni Papini). Florence, Soc. An. Editrice "La Voce", 1906
- L'arte di persuadere, 1907
- Cos'è il modernismo?, 1908
- La teoria sindacalista, 1909
- Benedetto Croce, Naples, Ricciardi, 1909
- Vecchio e nuovo nazionalismo, (with G. Papini), 1914
- Dopo Caporetto. Rome, La Voce, 1919.
- Vittorio Veneto. Rome, La Voce, 1920.
- Codice della vita italiana, 1921.
- Benito Mussolini. Rome, Formiggini, 1924.
- Mi pare.... Fiume, Edizioni Delta, 1925.
- Giovanni Amendola. Rome, Formiggini, 1925.
- Vita di Nicolò Machiavelli fiorentino, 1927.

Publicado nos Estados Unidos
- Come gli Americani scoprirono l'Italia. 1750-1850, 1933;
- L'italiano inutile, 1954;
- Saper leggere, 1956;
- Tutta l'America, 1958;
- The Legacy of Italy, 1948 (publicado na Itália como L'Italia finisce, ecco quel che resta, Vallecchi, 1958)

Após o retorno de Prezzolini à Itália
- Ideario, 1967;
- Dio è un rischio, 1969;

Após a mudança de Prezzolini para Lugano, Suíça
- Manifesto dei conservatori. Milan, Rusconi, 1972;
- Amendola e «La Voce». Florence Sansoni, 1973;
- La Voce, 1908-1913. Cronaca, antologia e fortuna di una rivista. Milan, Rusconi, 1974;
- Storia tascabile della letteratura italiana. Milan, Pan, 1976;
- Sul fascismo. 1915-1975. Milan, Pan, 1977;
- Prezzolini alla finestra. Milan, Pan, 1977.

Memórias e correspondência
- Storia di un'amicizia (correspondência com Giovanni Papini), 2 voll., 1966–68
- Giovanni Boine, Carteggio, vol. I, Giovanni Boine – Giuseppe Prezzolini (1908-1915) pp. xviii-262, 1971
- Giuseppe De Luca, Giuseppe Prezzolini, Carteggio (1925-1962), 1975
- Carteggio Giuseppe Prezzolini, Ardengo Soffici. 1: 1907-1918. Editado por Mario Richter. Rome, Edizioni di Storia e Letteratura, 1977. (Scheda libro)
- Carteggio Giuseppe Prezzolini, Ardengo Soffici. 2: 1920-1964. Editado por Mario Richter e Maria Emanuela Raffi. Rome, Edizioni di Storia e Letteratura, 1982
- Carteggio 1904-1945, con Benedetto Croce, 1990
- Giuseppe Prezzolini - Mario Missiroli, Carteggio (1906-1974), editado e com introdução de Alfonso Botti, Roma-Lugano, Edizioni di Storia e Letteratura, Dipartimento dell'Istruzione e cultura del Cantone Ticino, 1992, pp. XL-472
- Antonio Baldini, Giuseppe Prezzolini, Carteggio 1912-1962, pp. xxii-150, 1993
- Piero Marrucchi, Giuseppe Prezzolini, Carteggio 1902-1918, pp. xxvi-250, 1997
- Giovanni Angelo Abbo, Giuseppe Prezzolini, Carteggio 1956-1982, pp. xii-236, 2000
- Diario, 1900-1941. Milan, Rusconi, 1978
- Diario, 1942-1968. Milan, Rusconi, 1980

Publicações póstumas
- Vita di Niccolò Machiavelli fiorentino. Milan, Rusconi, 1994. ISBN 8818700871.
- Intervista sulla Destra. Milan, Mondadori, 1994. ISBN 8804387246.
- Diario, 1968-1982. Milan, Rusconi, 1999.
- Codice della vita italiana, Robin, 2003. ISBN 8873710220.
- Addio a Papini (with Ardengo Soffici), editado por M. Attucci and L. Corsetti, Poggio a Caiano - Prato, Associazione Culturale Ardengo Soffici - Pentalinea, 2006. ISBN 88-86855-41-9.